# Steffi Graf
Stefanie Maria "Steffie" Graf (Mannheim, Alemanya Occidental, 14 de juny de 1969) és una tennista professional alemanya retirada, considerada una de les millors jugadores de la història i antiga número 1 del rànquing WTA.
Va guanyar 22 títols de Grand Slam, la segona de tota la història del tennis en categoria femenina darrere Margaret Court (24), i la millor des de la instauració de l'Era Open. Actualment és l'única tennista que ha guanyat en quatre ocasions els quatre Grand Slams i també fou la primera (homes i dones) en completar el Golden Slam, va guanyar els quatre Grand Slams i la medalla d'or als Jocs Olímpics de Seül disputats en un mateix any (1988). També va disputar un total de 29 finals de Grand Slam, tretze d'elles consecutives entre el 1987 i el 1990. Cal afegir un títol de dobles i tres finals més de dobles. Amb l'equip alemany va guanyar en dues ocasions la Copa Federació (1987 i 1992).
Graf estigué en la primera posició del rànquing mundial durant 377 setmanes consecutives, la ratxa més llarga de la història de l'Era Open, i també manté el rècord de nombre d'ocasions com a número 1 a final d'any, amb vuit. Va aconseguir un total de 107 títols individuals, situant-se en tercera posició de la llista per darrere de Martina Navrátilová (167) i Chris Evert (154).
La principal característica del seu estil de joc fou la gran versatilitat en totes les superfícies de joc. És considerada una de les millors tennistes de la història i moltes de les seves rivals afirmen que és la millor. Diversos periodistes especialitzats van nomenar-la la millor tennista del segle xx.
Es va retirar l'any 1999 quan encara estava en tercera posició del rànquing mundial. Posteriorment es va casar amb el tennista estatunidenc, i també exnúmero 1 del món, Andre Agassi, l'octubre de 2001. Es va traslladar a la seva residència de Las Vegas i van tenir dos fills, Jaden i Jaz Elle.

## Biografia
En els anys 1990 va mantenir una llarga relació amb el pilot de cotxes Michael Bartels.
El 22 d'octubre de 2001 es va casar amb Andre Agassi, que també havia estat número 1 del circuit masculí. Quatre dies després va donar a llum, sis setmanes prematurament, el seu fill Jaden Gil. El 3 d'octubre de 2003 va néixer la seva segona filla, Jaz Elle.
El 1991, la ciutat alemanya de Leipzig li va dedicar l'escola de tennis amb el nom de Steffi Graf Youth Tennis Center. També és fundadora i directora de la Fundació Children for Tomorrow, en la qual es pretén ajudar a joves víctimes de la violència, la persecució i les guerres, a fi de facilitar el seu accés a la rehabilitació físico-terapèutica. El 1999 fou guardonada amb el Premi Príncep d'Astúries dels Esports pels seus extraordinaris èxits esportius.

## Grand Slams

### Individual: 31 (22−9)
| Resultat  | Núm. | Any  | Torneig              | Oponent                 | Marcador          |
| --------- | ---- | ---- | -------------------- | ----------------------- | ----------------- |
| Campiona  | 1.   | 1987 | Roland Garros        | Martina Navrátilová     | 6−4, 4−6, 8−6     |
| Finalista | 1.   | 1987 | Wimbledon            | Martina Navrátilová     | 5−7, 3−6          |
| Finalista | 2.   | 1987 | US Open              | Martina Navrátilová     | 6−7(4), 1−6       |
| Campiona  | 2.   | 1988 | Open d'Austràlia     | Chris Evert             | 6−1, 7−6(3)       |
| Campiona  | 3.   | 1988 | Roland Garros (2)    | Natalia Zvereva         | 6−0, 6−0          |
| Campiona  | 4.   | 1988 | Wimbledon            | Martina Navrátilová     | 5−7, 6−2, 6−1     |
| Campiona  | 5.   | 1988 | US Open              | Gabriela Sabatini       | 6−3, 3−6, 6−1     |
| Campiona  | 6.   | 1989 | Open d'Austràlia (2) | Helena Suková           | 6−4, 6−4          |
| Finalista | 3.   | 1989 | Roland Garros        | Arantxa Sánchez Vicario | 6−7(6), 6−3, 5−7  |
| Campiona  | 7.   | 1989 | Wimbledon (2)        | Martina Navrátilová     | 6−2, 6−7(1), 6−1  |
| Campiona  | 8.   | 1989 | US Open (2)          | Martina Navrátilová     | 3−6, 7−5, 6−1     |
| Campiona  | 9.   | 1990 | Open d'Austràlia (3) | Mary Joe Fernández      | 6−3, 6−4          |
| Finalista | 4.   | 1990 | Roland Garros (2)    | Monica Seles            | 6−7(6), 4−6       |
| Finalista | 5.   | 1990 | US Open (2)          | Gabriela Sabatini       | 2−6, 6−7(4)       |
| Campiona  | 10.  | 1991 | Wimbledon (3)        | Gabriela Sabatini       | 6−4, 3−6, 8−6     |
| Finalista | 6.   | 1992 | Roland Garros (3)    | Monica Seles            | 2−6, 6−3, 8−10    |
| Campiona  | 11.  | 1992 | Wimbledon (4)        | Monica Seles            | 6−2, 6−1          |
| Finalista | 7.   | 1993 | Open d'Austràlia     | Monica Seles            | 6−4, 3−6, 2−6     |
| Campiona  | 12.  | 1993 | Roland Garros (3)    | Mary Joe Fernández      | 4−6, 6−2, 6−4     |
| Campiona  | 13.  | 1993 | Wimbledon (5)        | Jana Novotná            | 7−6(6), 1−6, 6−4  |
| Campiona  | 14.  | 1993 | US Open (3)          | Helena Suková           | 6−3, 6−3          |
| Campiona  | 15.  | 1994 | Open d'Austràlia (4) | Arantxa Sánchez Vicario | 6−0, 6−2          |
| Finalista | 8.   | 1994 | US Open (3)          | Arantxa Sánchez Vicario | 6−1, 6−7(3), 4−6  |
| Campiona  | 16.  | 1995 | Roland Garros (4)    | Arantxa Sánchez Vicario | 7−5, 4−6, 6−0     |
| Campiona  | 17.  | 1995 | Wimbledon (6)        | Arantxa Sánchez Vicario | 4−6, 6−1, 7−5     |
| Campiona  | 18.  | 1995 | US Open (4)          | Monica Seles            | 7−6(6), 0−6, 6−3  |
| Campiona  | 19.  | 1996 | Roland Garros (5)    | Arantxa Sánchez Vicario | 6−3, 6−7(4), 10−8 |
| Campiona  | 20.  | 1996 | Wimbledon (7)        | Arantxa Sánchez Vicario | 6−3, 7−5          |
| Campiona  | 21.  | 1996 | US Open (5)          | Monica Seles            | 7−5, 6−4          |
| Campiona  | 22.  | 1999 | Roland Garros (6)    | Martina Hingis          | 4−6, 7−5, 6−2     |
| Finalista | 9.   | 1999 | Wimbledon (2)        | Lindsay Davenport       | 4−6, 5−7          |

### Dobles: 4 (1−3)
| Resultat  | Núm. | Any  | Torneig           | Parella           | Oponents                                 | Marcador        |
| --------- | ---- | ---- | ----------------- | ----------------- | ---------------------------------------- | --------------- |
| Finalista | 1.   | 1986 | Roland Garros     | Gabriela Sabatini | Martina Navrátilová Andrea Temesvári     | 6−1, 6−2        |
| Finalista | 2.   | 1987 | Roland Garros (2) | Gabriela Sabatini | Martina Navrátilová Pam Shriver          | 6−2, 6−1        |
| Campiona  | 1.   | 1988 | Wimbledon         | Gabriela Sabatini | Larisa Savchenko Neiland Natasha Zvereva | 6−3, 1−6, 12−10 |
| Finalista | 3.   | 1989 | Roland Garros (3) | Gabriela Sabatini | Larisa Savchenko Neiland Natasha Zvereva | 6−4, 6−4        |

## Jocs Olímpics

### Individual
|         | Any  | Campionat                                | Oponent           | Resultat      |
| ------- | ---- | ---------------------------------------- | ----------------- | ------------- |
| 1r lloc | 1984 | Jocs Olímpics, Los Angeles, Estats Units | Sabrina Goleš     | 1−6, 6−3, 6−4 |
| Or      | 1988 | Jocs Olímpics, Seül, Corea del Sud       | Gabriela Sabatini | 6−3, 6−3      |
| Plata   | 1992 | Jocs Olímpics, Barcelona, Catalunya      | Jennifer Capriati | 6−3, 3−6, 4−6 |

El color vermell indica que Graf va guanyar el títol però com que el tennis era un esdeveniment en aquesta edició dels Jocs Olímpics, no va ser guardonada amb una medalla d'or.

### Dobles
|        | Any  | Campionat                          | Parella              | Oponents                        | Resultat    |
| ------ | ---- | ---------------------------------- | -------------------- | ------------------------------- | ----------- |
| Bronze | 1988 | Jocs Olímpics, Seül, Corea del Sud | Claudia Kohde-Kilsch | Elizabeth Smylie Wendy Turnbull | No disputat |

En aquesta edició no es va disputar el partit pel tercer lloc i es van guardonar amb medalla de bronze les dues parelles semifinalistes.

## Carrera

### Inicis
Steffi Graf començà a jugar al tennis a l'edat de 4 anys per iniciativa del seu pare Peter Graf. Després de guanyar les copes "Junior" d'Alemanya i Europa amb regularitat, va debutar com a professional el 18 d'octubre de 1982 a Stuttgart, perdent l'endemà contra Tracy Austin (4-6, 0-6). Durant els primers anys no va aconseguir resultats destacables a excepció de guanyar el torneig dels Jocs Olímpics de Los Angeles. Aquest esdeveniment representava la tornada del tennis al programa olímpic i era de demostració, de manera que no fou recompensada amb la medalla d'or oficial. Graf fou la participant més jove, amb 15 anys, i va representar Alemanya Occidental. El seu pare controlava estretament la seva agenda per limitar els seus partits i no cremar-se físicament. Per exemple, el 1985 només va disputar deu torneigs declinants nombroses invitacions per dedicar-se a millorar el seu joc. A poc a poc va agafar més consistència en el seu joc preparant-se per assaltar el domini del circuit femení que es disputaven Martina Navrátilová i Chris Evert.
No aconseguiria el seu primer títol fins al 13 d'abril de 1986, vencent Chris Evert en la Family Circle Cup. Fou la primera vegada que va vèncer a Evert i a partir d'aquí ja no va perdre cap partit contra ella. La seva confirmació fou espectacular guanyant els tres torneigs següents d'Amelia Island, Charleston i Berlín, culminant amb la victòria davant Navrátilová en la final. Al Roland Garros va entrar com a tercera cap de sèrie però va perdre a quarts víctima d'un virus. Aquell any va guanyar un total de vuit torneigs i va ser finalista en el torneig de final de temporada, Virginia Slims Championships davant Navrátilová.
L'any 1987 va trencar definitivament amb l'hegemonia d'Everts i Navrátilová amb un inici d'any fulgurant. Sis torneigs guanyats en la primera meitat de l'any fins a arribar al primer títol de Grand Slam al Roland Garros davant Navrátilová. Tanmateix, la tennista estatunidenca la va derrotar en les finals de Wimbledon i US Open, ambdues en dos sets. Graf va esdevenir la tennista número 1 del circuit el 17 d'agost de 1987. Les dues victòries de Grand Slams de Navrátilová van provocar que la primera posició del rànquing a final d'any s'hagués de decidir en el Virginia Slam Championships, però l'estatunidenca va perdre davant Gabriela Sabatini a quarts de final i Graf va aconseguir el títol davant l'argentina. El rendiment de Graf fou espectacular durant tot l'any amb 11 títols i un rècord de 74 victòries i només dues derrotes en les finals de Wimbledon i el US Open. Un cop consolidat el seu tron en el rànquing femení mundial, Graf es va mantenir en aquesta posició durant un total de 186 setmanes fins al 10 de març de 1991.

### Golden Slam (1988)
L'any 1988 va continuar de forma espectacular amb la primera victòria a l'Open d'Austràlia, on no va concedir cap set i només va perdre 29 jocs en tot el torneig. Seguidament va perdre dos cops davant Sabatini i va tornar a guanyar a Amelia Island, San Antonio, Miami i Berlín. També va defensar el seu títol de Roland Garros vencent a Natasha Zvereva per un doble 6−0 en només 32 minuts. Posteriorment va aconseguir el seu primer títol de Wimbledon guanyant a Navrátilová, que defensava sis títols consecutius, en tres sets. Al final de l'estiu, va aconseguir també el seu primer US Open davant Sabatini. La conseqüència d'això fou que va completar el Grand Slam, és a dir, els quatre torneigs de Grand Slam en la mateixa temporada, fita que només havien aconseguit anteriorment Maureen Connolly Brinker (1953) i Margaret Court (1970). La fita més important, però, va arribar en vèncer a Sabatini per un doble 6−3 en la final de l'esdeveniment de tennis en els Jocs Olímpics de Seül. Amb aquest títol va esdevenir la primera tennista, i de moment l'única, que va guanyar els quatre títols de Grand Slam i la medalla d'or en uns Jocs Olímpics en un mateix any, fita que els mitjans de comunicació van anomenar Golden Slam.
En el 1988 també va guanyar el seu únic títol de dobles de Grand Slam amb la victòria a Wimbledon juntament amb Gabriela Sabatini. Als Jocs Olímpics no va aconseguir el títol però si la medalla de bronze amb la seva compatriota Claudia Kohde-Kilsch. En el Virginia Slims Championships que tancava la temporada, fou eliminada per Pam Shriver en la seva tercera derrota de l'any. Amb tots els èxits aconseguits durant l'any, fou nomenada BBC Overseas Sports Personality of the Year l'any 1988.

### Nous reptes (1989-92)
L'any 1989 començava amb l'especulació si Graf seria capaç de tornar a repetir la gesta i molts periodistes i extennistes consideraven que segurament ho tornaria a repetir. Graf va continuar amb el seu gran nivell de forma i va guanyar novament l'Open d'Austràlia davant Helena Suková. El seu domini en el circuit fou tan aclaparador que va guanyar sis torneigs més durant el primer terç de l'any exceptuant una única derrota davant Sabatini en la final d'Amelia Island. Tanmateix, la seva ratxa de victòries en Grand Slam es va tallar al Roland Garros quan es va trobar una jove tennista de disset anys anomenada Arantxa Sánchez Vicario en la final que la va vèncer en tres sets. Graf es va refer ràpidament defensant el títol a Wimbledon vencent Monica Seles, Sánchez Vicario, Evert i Navrátilová en el camí. Seguidament va guanyar dos torneigs més a l'estiu i va tornar a defensar el títol del US Open davant Navrátilová. Tot i no aconseguir el títol de Grand Slam, Graf va tancar l'any amb tres torneigs Grand Slam, el Virginia Slims Championships, un total de 14 títols, un rècord de 86-2 en els partits disputats i només va perdre 12 sets durant tot l'any.
El 1990 va començar igual que l'any anterior amb el tercer títol consecutiu a Austràlia, amb vuit victòries en els darrers nou Grand Slams disputats. Després de la derrota en el Roland Garros davant Sánchez Vicario, Graf va encadenar una ratxa de 66 victòries fins a perdre amb Seles en la final de Berlín, aconseguint així la segona ratxa de victòries més llarga de la història WTA darrere les 74 de Navrátilová. Durant el transcurs d'aquest torneig, el diari alemany Bild va filtrar un possible escàndol que involucrava el seu pare. Les pressions sobre la tennista anaren creixent i en una roda de premsa durant el desenvolupament del torneig de Wimbledon, Graf trencà a plorar davant les contínues preguntes dels periodistes sobre aquest tema. Això va afectar el seu rendiment en les pistes perdent en la final de Roland Garros davant Seles, en la semifinal a Wimbledon davant Garrison i en la final del US Open contra Sabatini. Malgrat aconseguir només un títol de Grand Slam, Graf va guanyar deu títols durant el 1990 i es va mantenir en la primera posició del rànquing mundial.
Diferents lesions i problemes personals van afectar el seu rendiment durant tot l'any 1992. Aprofitant l'ocasió, Seles va esdevenir la nova dominadora del circuit femení guanyant els Grand Slams d'Austràlia, Roland Garros i US Open. Això va provocar que s'acabés la ratxa de 186 setmanes consecutives en la primera posició del rànquing femení. Graf va perdre a quarts de final de l'Open d'Austràlia davant Jana Novotná, la primera vegada que no arribava a semifinals d'un Grand Slam des de 1986. Al Roland Garros va patir una de les derrotes més doloroses de la seva carrera després de perdre amb Sánchez Vicario, on només va guanyar dos jocs. Això no obstant, es va refer reconquerint el títol de Wimbledon davant Sabatini i momentàniament el número u del rànquing. Navrátilová aconseguí derrotar-la per fi després de quatre anys, a derrota a semifinals del US Open, fet que provocà que Seles la desbanqués de nou en el rànquing. Posteriorment va perdre novament en la Copa Masters femenina. Graf va tancar l'any amb set títols i aconseguint la victòria número 500 de la seva carrera, però també va perdre el número u del rànquing i va trencar definitivament amb el seu entrenador de molt temps Pavel Složil.
Un xarampió va provocar que Graf no pogués diputar els primers torneigs de l'any 1992 i es va perdre l'Open d'Austràlia. Va tornar al circuit sense estar en el millor estat de forma i només va guanyar un torneig durant el primer terç de l'any. En el Roland Garros va guanyar Sánchez Vicario a semifinals però va perdre davant Seles amb 10-8 al tercer set. Les dues tennistes es van trobar novament a la final de Wimbledon però Graf es va venjar en dos sets. Seles va disputar el partit amb gairebé total silenci per les contínues crítiques sobre els seus crits quan copejava la pilota. Graf també va guanyar tots els partits que va disputar en la Copa Federació i Alemanya va guanyar a Espanya en la final. A l'estiu va representar Alemanya en els Jocs Olímpics de Barcelona, però va perdre en la final davant Jennifer Capriati aconseguint així la medalla d'argent. Fins a final d'any va aconseguir quatre títols indoor més però va perdre amb Sánchez Vicario als quarts de final del US Open i a primera ronda del Virginia Slims Championships davant Lori McNeil.

### Segon període de domini (1993-96)
Monica Seles va guanyar a Graf en la final de l'Open d'Austràlia del 1993. Aquest nou gran duel per dominar el circuit femení es va trencar sobtadament quan un malalt mental va apunyalar a l'esquena a Seles mentre disputava el partit de quarts de final d'Hamburg davant Magdalena Maleeva el 30 d'abril de 1993. Inicialment es va pensar en un acte relacionat amb el conflicte bèl·lic que afectava Iugoslàvia, país natal de Seles, però l'autor, Günter Parche, va confessar que era admirador de Graf i que ho havia fet per ajudar-la a recuperar el número u del rànquing. Aquest fet va tenir gran repercussió entre els esportistes que es van tornar més cautes amb els seus admiradors i tots els organitzadors d'esdeveniments esportius van haver de reexaminar les seves mesures de seguretat. Per la seva part, Seles va estar 27 mesos fora del circuit recuperant-se de les ferides i de les seqüeles psicològiques, però mai va tornar a estar al mateix nivell de joc. Amb l'absència de la seva gran rival, Graf va guanyar els tres Grand Slams restants de l'any i va recuperar el tron després de 22 mesos. En el Roland Garros va guanyar a Mary Joe Fernandez, a Jana Novotná a Wimbledon i a Helena Suková al US Open. Tanmateix, el camí no va ser tan fàcil i li va costar començar a guanyar els primers títols de l'any. Després de guanyar nou torneigs durant l'any, va aconseguir el Virginia Slims Championships vencent a Sánchez Vicario.
El 1994 va començar formidablement amb el títol d'Austràlia vencent a Sánchez Vicario i concedint-li només dos jocs. Seguidament va guanyar els quatre torneigs següents fàcilment, ja que va perdre el seu primer set de l'any després de guanyar-ne 54 consecutivament. La primera derrota es va produir en la final d'Hamburg davant Sánchez Vicario després de 36 victòries consecutives. Quan tot indicava que tornaria a aconseguir el Títol de Grand Slam, Graf va perdre davant Mary Pierce a semifinals de Roland Garros i seguidament va perdre en primera ronda a Wimbledon davant Lori McNeil, fet que no succeïa en deu anys. Durant l'estiu va tornar a patir greus dolors a l'esquena i per tal de poder disputar el US Open, abans de cada partit feia un tractament de dues hores i vestia una faixa durant el partit. Tanmateix, això no va servir de gaire perquè els dolors era cada vegada més intensos i finalment va decidir descansar durant dos mesos per tornar a jugar al Virginia Slims Championships, on va perdre davant Pierce a quarts de final.
Les lesions van evitar que jugués l'Open d'Austràlia i va tornar al circuit per disputar i guanyar el Roland Garros i Wimbledon, ambdós davant Sánchez Vicario. Al US Open va coincidir de nou amb Seles en la final, el primer torneig que disputava després de l'atac sofert el 1993, i la va vèncer en tres sets. Finalment també va guanyar el WTA Tour Championships davant Anke Huber amb un total de nou títols. En la parcel·la personal, Graf fou acusada per les autoritats alemanyes d'evadir el pagament d'impostos en els primers anys de la seva carrera. En la seva defensa, va al·legar que a l'inici, el seu pare Peter era el seu representant financer i ell és qui controlava la seva economia. El seu pare fou condemnat a passar 45 mesos a la presó, però fou alliberat després de realitzar serveis socials durant 25 mesos. Els fiscals van tancar el cas quan van acordar amb Graf el pagament d'una multa d'1,3 milions de marcs al govern alemany.
L'any 1996 fou una repetició de l'anterior, on les lesions van provocar que no pogués jugar a Austràlia, posteriorment va defensar els tres títols de Grand Slam repetint contrincant en les finals, i també va guanyar WTA Tour Championships davant Martina Hingis. Malauradament, no va poder participar en els Jocs Olímpics d'Atlanta a causa d'una lesió al genoll dret.

### Darrers anys (1997-99)
Durant els darrers anys de la seva carrera tennística, Graf va patir nombroses lesions i recaigudes, especialment en els genolls i l'esquena. L'any 1997 es va perdre la majoria del circuit i també el primer lloc del rànquing a mans de Hingis. Deu anys després d'aconseguir el primer títol de Grand Slam, era la primera temporada en la qual no n'aconseguia guanyar cap. El 1997 només va poder guanyar un títol, i després de perdre's la primera meitat del circuit de la temporada 1998, va guanyar-ne tres de menors superant a les tennistes més importants.
El 1999 va disputar la primera final de Grand Slam en tres anys i va aconseguir una victòria memorable al Roland Garros en el qual seria el seu últim títol. Addicionalment va esdevenir la primera tennista a vèncer a les tres primeres del rànquing mundial en un mateix torneig de Grand Slam, Lindsay Davenport a quarts de final, Seles a semifinals i Hingis en la final. Després de disputar la final, Graf va assegurar que aquesta seria la seva darrera participació en el torneig, acabant així amb els rumors sobre la seva retirada. A Wimbledon va disputar la seva darrera final perdent davant Davenport. En aquesta ocasió també va disputar el doble mixt fent parella amb John McEnroe, però van declinar jugar la semifinal per tal de no perjudicar més el seu genoll i poder disputar el seu accés a la final individual.
El 13 d'agost va anunciar la seva retirada definitiva del circuit femení professional mentre ostentava la tercera posició del rànquing mundial femení. En les declaracions que va realitzar va assegurar que havia aconseguit tot el que s'havia proposat en el tennis i que sentia que no s'havia deixat res per assolir.

## Palmarès: 121 (107−11−3)

### Individual: 138 (107−31)
| Llegenda                     |
| ---------------------------- |
| Grand Slam (22−9)            |
| Jocs Olímpics Or (1)         |
| Jocs Olímpics Argent (1)     |
| WTA Tour Championships (5−1) |
| Tier I (17−7)                |
| Tier II (28−7)               |
| Tier III (10−0)              |
| Tier IV (7−0)                |
| Tier V (0−0)                 |
| Virginia Slims (17−6)        |

| Títols per superfície |
| --------------------- |
| Dura (34−14)          |
| Gespa (8−2)           |
| Terra batuda (32−11)  |
| Moqueta (33−4)        |

| Resultat   | Núm. | Data                   | Torneig                                               | Superfície   | Oponent                 | Marcador                |
| ---------- | ---- | ---------------------- | ----------------------------------------------------- | ------------ | ----------------------- | ----------------------- |
| Finalista  | 1.   | 15 d'octubre de 1984   | Filderstadt, Alemanya                                 | Dura (i)     | Catarina Lindqvist      | 1−6, 4−6                |
| Finalista  | 2.   | 13 de maig de 1985     | Berlín, Alemanya                                      | Terra batuda | Chris Evert             | 1−6, 4−6                |
| Finalista  | 3.   | 12 d'agost de 1985     | Mahwah, Estats Units                                  | Dura         | Kathy Rinaldi           | 4−6, 6−3, 4−6           |
| Finalista  | 4.   | 30 de setembre de 1985 | Fort Lauderdale, Estats Units                         | Dura         | Martina Navrátilová     | 4−6, 1−6                |
| Finalista  | 5.   | 27 de gener de 1986    | Key Biscayne, Estats Units                            | Dura         | Chris Evert             | 3−6, 1−6                |
| Finalista  | 6.   | 10 de febrer de 1986   | Boca Raton, Estats Units                              | Dura         | Chris Evert             | 4−6, 2−6                |
| Guanyadora | 1.   | 13 d'abril de 1986     | Hilton Head, Estats Units                             | Terra batuda | Chris Evert             | 6−4, 7−5                |
| Guanyadora | 2.   | 20 d'abril de 1986     | Amelia Island, Estats Units                           | Terra batuda | Claudia Kohde-Kilsch    | 6−4, 5−7, 7−6(3)        |
| Guanyadora | 3.   | 3 de maig de 1986      | Indianapolis, Estats Units                            | Terra batuda | Gabriela Sabatini       | 2−6, 7−6(5), 6−4        |
| Guanyadora | 4.   | 3 de maig de 1986      | Berlín                                                | Terra batuda | Martina Navrátilová     | 6−2, 6−3                |
| Guanyadora | 5.   | 24 d'agost de 1986     | Mahwah                                                | Dura         | Molly Van Nostrand      | 7−5, 6−1                |
| Guanyadora | 6.   | 14 de setembre de 1986 | Tòquio, Japó                                          | Moqueta      | M. Maleeva-Fragniere    | 6−4, 6−2                |
| Guanyadora | 7.   | 12 d'octubre de 1986   | Zuric, Suïssa                                         | Moqueta      | Helena Suková           | 4−6, 6−2, 6−4           |
| Guanyadora | 8.   | 26 d'octubre de 1986   | Brighton, Regne Unit                                  | Moqueta      | Catarina Lindqvist      | 6−3, 6−3                |
| Finalista  | 7.   | 11 de novembre de 1986 | Virginia Slims Championships, Nova York, Estats Units | Moqueta (i)  | Martina Navrátilová     | 6−7, 3−6, 2−6           |
| Guanyadora | 9.   | 26 de febrer de 1987   | Boca Raton                                            | Dura         | Helena Suková           | 6−2, 6−3                |
| Guanyadora | 10.  | 8 de març de 1987      | Miami, Estats Units                                   | Dura         | Chris Evert             | 6−1, 6−2                |
| Guanyadora | 11.  | 6 d'abril de 1987      | Hilton Head (2)                                       | Terra batuda | M. Maleeva-Fragniere    | 6−2, 4−6, 6−3           |
| Guanyadora | 12.  | 13 d'abril de 1987     | Amelia Island (2)                                     | Terra batuda | Hana Mandlikova         | 6−3, 6−4                |
| Guanyadora | 13.  | 4 de maig de 1987      | Roma, Itàlia                                          | Terra batuda | Gabriela Sabatini       | 7−5, 4−6, 6−0           |
| Guanyadora | 14.  | 11 de maig de 1987     | Berlín (2)                                            | Terra batuda | Claudia Kohde-Kilsch    | 6−2, 6−3                |
| Guanyadora | 15.  | 6 de juny de 1987      | Roland Garros, França                                 | Terra batuda | Martina Navrátilová     | 6−4, 4−6, 8−6           |
| Finalista  | 8.   | 22 de juny de 1987     | Wimbledon, Regne Unit                                 | Gespa        | Martina Navrátilová     | 5−7, 3−6                |
| Guanyadora | 16.  | 10 d'agost de 1987     | Los Angeles, Estats Units                             | Dura         | Chris Evert             | 6−3, 6−4                |
| Finalista  | 9.   | 31 d'agost de 1987     | US Open, Estats Units                                 | Dura         | Martina Navrátilová     | 6−7(4), 1−6             |
| Guanyadora | 17.  | 27 de setembre de 1987 | Hamburg, Alemanya                                     | Terra batuda | Isabel Cueto            | 6−2, 6−2                |
| Guanyadora | 18.  | 26 d'octubre de 1987   | Zuric (2)                                             | Moqueta (i)  | Hana Mandlikova         | 6−2, 6−2                |
| Guanyadora | 19.  | 22 de novembre de 1987 | Virginia Slims Championships, Nova York               | Moqueta      | Gabriela Sabatini       | 4−6, 6−4, 6−0, 6−4      |
| Guanyadora | 20.  | 11 de gener de 1988    | Open d'Austràlia, Austràlia                           | Dura         | Chris Evert             | 6−1, 7−6(3)             |
| Guanyadora | 21.  | 29 de febrer de 1988   | San Antonio, Estats Units                             | Dura         | Katerina Maleeva        | 6−4, 6−1                |
| Finalista  | 10.  | 7 de març de 1988      | Boca Raton (2)                                        | Dura         | Gabriela Sabatini       | 6−2, 3−6, 1−6           |
| Guanyadora | 22.  | 14 de març de 1988     | Miami (2)                                             | Dura         | Chris Evert             | 6−4, 6−4                |
| Guanyadora | 23.  | 9 de maig de 1988      | Berlín (3)                                            | Terra batuda | Helena Suková           | 6−3, 6−2                |
| Guanyadora | 24.  | 23 de maig de 1988     | Roland Garros (2)                                     | Terra batuda | Nataixa Zvéreva         | 6−0, 6−0                |
| Guanyadora | 25.  | 3 de juliol de 1988    | Wimbledon                                             | Gespa        | Martina Navrátilová     | 5−7, 6−2, 6−1           |
| Guanyadora | 26.  | 25 de juliol de 1988   | Hamburg (2)                                           | Terra batuda | Katerina Maleeva        | 6−4, 6−2                |
| Guanyadora | 27.  | 22 d'agost de 1988     | Mahwah (2)                                            | Dura         | Nathalie Tauziat        | 6−0, 6−1                |
| Guanyadora | 28.  | 11 de setembre de 1988 | US Open                                               | Dura         | Gabriela Sabatini       | 6−3, 3−6, 6−1           |
| Guanyadora | 29.  | 2 d'octubre de 1988    | Jocs Olímpics, Seül, Corea del Sud                    | Dura         | Gabriela Sabatini       | 6−3, 6−3                |
| Guanyadora | 30.  | 25 d'octubre de 1988   | Brighton (2)                                          | Moqueta (i)  | M. Maleeva-Fragniere    | 6−2, 6−0                |
| Guanyadora | 31.  | 16 de gener de 1989    | Open d'Austràlia (2)                                  | Dura         | Helena Suková           | 6−4, 6−4                |
| Guanyadora | 32.  | 19 de febrer de 1989   | Washington DC, Estats Units                           | Moqueta      | Zina Garrison           | 6−1, 7−5                |
| Guanyadora | 33.  | 27 de febrer de 1989   | San Antonio (2)                                       | Dura         | Ann Henricksson         | 6−1, 6−4                |
| Guanyadora | 34.  | 13 de març de 1989     | Boca Raton (2)                                        | Dura         | Chris Evert             | 4−6, 6−2, 6−3           |
| Guanyadora | 35.  | 3 d'abril de 1989      | Hilton Head (3)                                       | Terra batuda | Nataixa Zvéreva         | 6−1, 6−1                |
| Finalista  | 11.  | 10 d'abril de 1989     | Amelia Island                                         | Terra batuda | Gabriela Sabatini       | 6−3, 3−6, 5−7           |
| Guanyadora | 36.  | 1 de maig de 1989      | Hamburg (3)                                           | Terra batuda | Jana Novotná            | Renúncia                |
| Guanyadora | 37.  | 15 de maig de 1989     | Berlín (4)                                            | Terra batuda | Gabriela Sabatini       | 6−3, 6−1                |
| Finalista  | 12.  | 29 de maig de 1989     | Roland Garros                                         | Terra batuda | Arantxa Sánchez Vicario | 6−7(6), 6−3, 5−7        |
| Guanyadora | 38.  | 26 de juny de 1989     | Wimbledon (2)                                         | Gespa        | Martina Navrátilová     | 6−2, 6−7(1), 6−1        |
| Guanyadora | 39.  | 31 de juliol de 1989   | San Diego, Estats Units                               | Dura         | Zina Garrison           | 6−4, 7−5                |
| Guanyadora | 40.  | 14 d'agost de 1989     | Mahwah (3)                                            | Dura         | Andrea Temesvári        | 7−5, 6−2                |
| Guanyadora | 41.  | 10 de setembre de 1989 | US Open (2)                                           | Dura         | Martina Navrátilová     | 3−6, 7−5, 6−1           |
| Guanyadora | 42.  | 22 d'octubre de 1989   | Zuric (3)                                             | Moqueta      | Jana Novotná            | 6−1, 7−6(6)             |
| Guanyadora | 43.  | 29 d'octubre de 1989   | Brighton (3)                                          | Moqueta      | Monica Seles            | 7−5, 6−4                |
| Guanyadora | 44.  | 19 de novembre de 1989 | Virginia Slims Championships, Nova York (2)           | Moqueta      | Martina Navrátilová     | 6−4, 7−5, 2−6, 6−2      |
| Guanyadora | 45.  | 28 de gener de 1990    | Open d'Austràlia (3)                                  | Dura         | Mary Joe Fernandez      | 6−3, 6−4                |
| Guanyadora | 46.  | 4 de febrer de 1990    | Tòquio (2)                                            | Moqueta      | Arantxa Sánchez Vicario | 6−1, 6−2                |
| Guanyadora | 47.  | 15 d'abril de 1990     | Amelia Island (3)                                     | Terra batuda | Arantxa Sánchez Vicario | 6−1, 6−0                |
| Guanyadora | 48.  | 6 de maig de 1990      | Hamburg (4)                                           | Terra batuda | Arantxa Sánchez Vicario | 5−7, 6−0, 6−1           |
| Finalista  | 13.  | 14 de maig de 1990     | Berlín (2)                                            | Terra batuda | Monica Seles            | 4−6, 3−6                |
| Finalista  | 14.  | 28 de maig de 1990     | Roland Garros (2)                                     | Terra batuda | Monica Seles            | 6−7(6), 4−6             |
| Guanyadora | 49.  | 5 d'agost de 1990      | Mont-real, Canadà                                     | Dura         | Katerina Maleeva        | 6−1, 6−7(6), 6−3        |
| Guanyadora | 50.  | 12 d'agost de 1990     | San Diego (2)                                         | Dura         | M. Maleeva-Fragniere    | 6−3, 6−2                |
| Finalista  | 15.  | 27 d'agost de 1990     | US Open (2)                                           | Dura         | Gabriela Sabatini       | 2−6, 6−7(4)             |
| Guanyadora | 51.  | 30 de setembre de 1990 | Leipzig, Alemanya                                     | Moqueta (i)  | Arantxa Sánchez Vicario | 6−1, 6−1                |
| Guanyadora | 52.  | 14 d'octubre de 1990   | Zuric (4)                                             | Moqueta (i)  | Gabriela Sabatini       | 6−3, 6−2                |
| Guanyadora | 53.  | 28 d'octubre de 1990   | Brighton (4)                                          | Moqueta (i)  | Helena Suková           | 7−5, 6−3                |
| Guanyadora | 54.  | 11 de novembre de 1990 | Worcester, Estats Units                               | Moqueta (i)  | Gabriela Sabatini       | 7−6(5) 6−3              |
| Finalista  | 16.  | 4 de març de 1991      | Boca Raton (3)                                        | Dura         | Gabriela Sabatini       | 4−6, 6−7                |
| Guanyadora | 55.  | 31 de març de 1991     | San Antonio (3)                                       | Dura         | Monica Seles            | 6−4, 6−3                |
| Finalista  | 17.  | 8 d'abril de 1991      | Amelia Island (2)                                     | Terra batuda | Gabriela Sabatini       | 5−7, 6−7                |
| Guanyadora | 56.  | 5 de maig de 1991      | Hamburg (5)                                           | Terra batuda | Monica Seles            | 7−5, 6−7(4), 6−3        |
| Guanyadora | 57.  | 19 de maig de 1991     | Berlín (5)                                            | Terra batuda | Arantxa Sánchez Vicario | 6−3, 4−6, 7−6(6)        |
| Guanyadora | 58.  | 7 de juliol de 1991    | Wimbledon (3)                                         | Gespa        | Gabriela Sabatini       | 6−4, 3−6, 8−6           |
| Guanyadora | 59.  | 6 d'octubre de 1991    | Leipzig (2)                                           | Moqueta (i)  | Jana Novotná            | 6−3, 6−3                |
| Guanyadora | 60.  | 13 d'octubre de 1991   | Zuric (5)                                             | Moqueta (i)  | Nathalie Tauziat        | 6−4, 6−4                |
| Guanyadora | 61.  | 22 d'octubre de 1991   | Brighton (4)                                          | Moqueta (i)  | Zina Garrison           | 5−7, 6−4, 6−1           |
| Guanyadora | 62.  | 2 de març de 1992      | Boca Raton (3)                                        | Dura         | Conchita Martínez       | 3−6, 6−2, 6−0           |
| Finalista  | 18.  | 6 d'abril de 1992      | Amelia Island (3)                                     | Terra batuda | Gabriela Sabatini       | 2−6, 6−1, 3−6           |
| Guanyadora | 63.  | 27 d'abril de 1992     | Hamburg (6)                                           | Terra batuda | Arantxa Sánchez Vicario | 7−6(5), 6−2             |
| Guanyadora | 64.  | 11 de maig de 1992     | Berlín (6)                                            | Terra batuda | Arantxa Sánchez Vicario | 4−6, 7−5, 6−2           |
| Finalista  | 19.  | 25 de maig de 1992     | Roland Garros (3)                                     | Terra batuda | Monica Seles            | 2−6, 6−3, 8−10          |
| Guanyadora | 65.  | 5 de juliol de 1992    | Wimbledon (4)                                         | Gespa        | Monica Seles            | 6−2, 6−1                |
| Finalista  | 20.  | 28 de juliol de 1992   | Jocs Olímpics, Barcelona, Catalunya                   | Terra batuda | Jennifer Capriati       | 6−3, 3−6, 4−6           |
| Guanyadora | 66.  | 4 d'octubre de 1992    | Leipzig (3)                                           | Moqueta (i)  | Jana Novotná            | 6−3, 1−6, 6−4           |
| Guanyadora | 67.  | 11 d'octubre de 1992   | Zuric (6)                                             | Moqueta (i)  | Martina Navrátilová     | 2−6, 7−5, 7−5           |
| Guanyadora | 68.  | 25 d'octubre de 1992   | Brighton (5)                                          | Moqueta (i)  | Jana Novotná            | 4−6, 6−4, 7−6(3)        |
| Guanyadora | 69.  | 15 de novembre de 1992 | Filadèlfia, Estats Units                              | Moqueta (i)  | Arantxa Sánchez Vicario | 6−3, 3−6, 6−1           |
| Finalista  | 21.  | 18 de gener de 1993    | Open d'Austràlia                                      | Dura         | Monica Seles            | 6−4, 3−6, 2−6           |
| Guanyadora | 70.  | 7 de març de 1993      | Delray Beach (4)                                      | Dura         | Arantxa Sánchez Vicario | 6−4, 6−3                |
| Finalista  | 22.  | 12 de març de 1993     | Miami                                                 | Dura         | Arantxa Sánchez Vicario | 4−6, 6−3, 3−6           |
| Guanyadora | 71.  | 4 d'abril de 1993      | Hilton Head (4)                                       | Terra batuda | Arantxa Sánchez Vicario | 7−6(8), 6−1             |
| Finalista  | 23.  | 26 d'abril de 1993     | Hamburg                                               | Terra batuda | Arantxa Sánchez Vicario | 3−6, 3−6                |
| Guanyadora | 72.  | 16 de maig de 1993     | Berlín (7)                                            | Terra batuda | Gabriela Sabatini       | 7−6(3), 2−6, 6−4        |
| Guanyadora | 73.  | 6 de juny de 1993      | Roland Garros (3)                                     | Terra batuda | Mary Joe Fernández      | 4−6, 6−2, 6−4           |
| Guanyadora | 74.  | 4 de juliol de 1993    | Wimbledon (5)                                         | Gespa        | Jana Novotná            | 7−6(6), 1−6, 6−4        |
| Guanyadora | 75.  | 8 d'agost de 1993      | San Diego (3)                                         | Dura         | Arantxa Sánchez Vicario | 6−4, 4−, 6−1            |
| Guanyadora | 76.  | 22 d'agost de 1993     | Toronto (2)                                           | Dura         | Jennifer Capriati       | 6−1, 0−6, 6−3           |
| Guanyadora | 77.  | 22 de setembre 1993    | US Open (3)                                           | Dura         | Helena Suková           | 6−3, 6−3                |
| Guanyadora | 78.  | 3 d'octubre de 1993    | Leipzig (4)                                           | Moqueta      | Jana Novotná            | 6−2, 6−0                |
| Finalista  | 24.  | 8 de novembre de 1993  | Filadèlfia                                            | Moqueta (i)  | Conchita Martínez       | 3−6, 3−6                |
| Guanyadora | 79.  | 21 de novembre de 1993 | Virginia Slims Championships, Nova York (3)           | Moqueta      | Arantxa Sánchez Vicario | 6−1, 6−4, 3−6, 6−1      |
| Guanyadora | 80.  | 30 de gener de 1994    | Open d'Austràlia (4)                                  | Dura         | Arantxa Sánchez Vicario | 6−0, 6−2                |
| Guanyadora | 81.  | 6 de febrer de 1994    | Tòquio (3)                                            | Moqueta      | Martina Navrátilová     | 6−2, 6−4                |
| Guanyadora | 82.  | 27 de febrer de 1994   | Indian Wells, Estats Units                            | Dura         | Amanda Coetzer          | 6−0, 6−4                |
| Guanyadora | 83.  | 6 de març de 1994      | Delray Beach (5)                                      | Dura         | Arantxa Sánchez Vicario | 6−3, 7−5                |
| Guanyadora | 84.  | 20 de març de 1994     | Miami (3)                                             | Dura         | Nataixa Zvéreva         | 4−6, 6−1, 6−2           |
| Finalista  | 25.  | 25 d'abril de 1994     | Hamburg (2)                                           | Terra batuda | Arantxa Sánchez Vicario | 6−4, 6−7, 6−7           |
| Guanyadora | 85.  | 15 de maig de 1994     | Berlín (8)                                            | Terra batuda | Brenda Schultz-McCarthy | 7−6(3), 6−4             |
| Guanyadora | 86.  | 7 d'agost de 1994      | San Diego (4)                                         | Dura         | Arantxa Sánchez Vicario | 6−2, 6−1                |
| Finalista  | 26.  | 15 d'agost de 1994     | Mont-real                                             | Dura         | Arantxa Sánchez Vicario | 5−7, 6−1, 6−7           |
| Finalista  | 27.  | 29 d'agost de 1994     | US Open (3)                                           | Dura         | Arantxa Sánchez Vicario | 6−1, 6−7, 4−6           |
| Guanyadora | 87.  | 19 de febrer de 1995   | París                                                 | Moqueta      | Mary Pierce             | 6−2, 6−2                |
| Guanyadora | 88.  | 12 de març de 1995     | Delray Beach (6)                                      | Dura         | Conchita Martínez       | 6−2, 6−4                |
| Guanyadora | 89.  | 26 de març de 1995     | Miami (4)                                             | Dura         | Kimiko Date             | 6−1, 6−4                |
| Guanyadora | 90.  | 16 d'abril de 1995     | Houston, Estats Units                                 | Terra batuda | Åsa Svensson            | 6−1, 6−1                |
| Guanyadora | 91.  | 11 de juny de 1995     | Roland Garros (4)                                     | Terra batuda | Arantxa Sánchez Vicario | 7−5, 4−6, 6−0           |
| Guanyadora | 92.  | 9 de juliol de 1995    | Wimbledon (6)                                         | Gespa        | Arantxa Sánchez Vicario | 4−6, 6−1, 7−5           |
| Guanyadora | 93.  | 10 de setembre de 1995 | US Open (4)                                           | Dura         | Monica Seles            | 7−6(6), 0−6, 6−3        |
| Guanyadora | 94.  | 12 de novembre de 1995 | Filadèlfia (2)                                        | Moqueta      | Lori McNeil             | 6−1, 4−6, 6−−3          |
| Guanyadora | 95.  | 19 de novembre de 1995 | Virginia Slims Championships, Nova York (4)           | Moqueta      | Anke Huber              | 6−1, 2−6, 6−1, 4−6, 6−3 |
| Guanyadora | 96.  | 17 de març de 1996     | Indian Wells (2)                                      | Dura         | Conchita Martínez       | 7−6(5), 7−6(5)          |
| Guanyadora | 97.  | 31 de març de 1996     | Miami (5)                                             | Dura         | Chanda Rubin            | 6−1, 6−3                |
| Guanyadora | 98.  | 19 de maig de 1996     | Berlín (9)                                            | Terra batuda | Karina Habšudová        | 4−6, 6−2, 7−5           |
| Guanyadora | 99.  | 8 de juny de 1996      | Roland Garros (5)                                     | Terra batuda | Arantxa Sánchez Vicario | 6−3, 6−7(4), 10−8       |
| Guanyadora | 100. | 7 de juliol de 1996    | Wimbledon (7)                                         | Gespa        | Arantxa Sánchez Vicario | 6−3, 7−5                |
| Guanyadora | 101. | 8 de setembre de 1996  | US Open (5)                                           | Dura         | Monica Seles            | 7−5, 6−4                |
| Finalista  | 28.  | 11 de novembre de 1996 | Filadèlfia (2)                                        | Moqueta (i)  | Jana Novotná            | 4−6, retirada           |
| Guanyadora | 102. | 18 de novembre de 1996 | Virginia Slims Championships, Estrasburg, França (5)  | Moqueta (i)  | Martina Hingis          | 6−3, 4−6, 6−0, 4−6, 6−0 |
| Finalista  | 29.  | 27 de gener de 1997    | Tòquio                                                | Moqueta (i)  | Martina Hingis          | Renúncia                |
| Guanyadora | 103. | 25 de maig de 1997     | Estrasburg, França                                    | Terra batuda | Mirjana Lučić           | 6−2, 7−5                |
| Guanyadora | 104. | 30 d'agost de 1998     | New Haven (4)                                         | Dura         | Jana Novotná            | 6−4, 6−1                |
| Guanyadora | 105. | 8 de novembre de 1998  | Leipzig (5)                                           | Moqueta (i)  | Nathalie Tauziat        | 6–3, 6–4                |
| Guanyadora | 106. | 15 de novembre de 1998 | Filadèlfia (3)                                        | Moqueta      | Lindsay Davenport       | 4−6, 6−3, 6−4           |
| Finalista  | 30.  | 5 de març de 1999      | Indian Wells                                          | Dura         | Serena Williams         | 3−6, 6−3, 5−7           |
| Guanyadora | 107. | 5 de juny de 1999      | Roland Garros (6)                                     | Terra batuda | Martina Hingis          | 4−6, 7−5, 6−2           |
| Finalista  | 31.  | 21 de juny de 1999     | Wimbledon (2)                                         | Gespa        | Lindsay Davenport       | 4−6, 5−7                |

#### Períodes com a número 1
| Núm. | Precedida per            | Dates                   | Succeïda per             | Setmanes | Acumulat |
| ---- | ------------------------ | ----------------------- | ------------------------ | -------- | -------- |
| 1.   | Martina Navrátilová      | 17/08/1987 − 10/03/1991 | Monica Seles             | 186      | 186      |
| 2.   | Monica Seles             | 05/08/1991 − 11/08/1991 | Monica Seles             | 1        | 187      |
| 3.   | Monica Seles             | 19/08/1991 − 08/09/1991 | Monica Seles             | 3        | 190      |
| 4.   | Monica Seles             | 07/06/1993 − 05/02/1995 | Arantxa Sánchez Vicario  | 87       | 277      |
| 5.   | Arantxa Sánchez Vicario  | 20/02/1995 − 26/02/1995 | Arantxa Sánchez Vicario  | 1        | 278      |
| 6.   | Arantxa Sánchez Vicario  | 10/04/1995 − 14/05/1995 | Arantxa Sánchez Vicario  | 5        | 283      |
| 7.   | Arantxa Sánchez Vicario  | 12/06/1995 − 13/08/1995 | Steffi Graf Monica Seles | 9        | 292      |
| 8.   | Steffi Graf              | 14/08/1995 − 03/11/1996 | Steffi Graf              | 64       | 356      |
| 9.   | Steffi Graf Monica Seles | 04/11/1996 − 17/11/1996 | Steffi Graf Monica Seles | 2        | 358      |
| 10.  | Steffi Graf              | 18/11/1996 − 24/11/1996 | Steffi Graf              | 1        | 359      |
| 11.  | Steffi Graf Monica Seles | 25/11/1996 − 30/03/1997 | Martina Hingis           | 18       | 377      |

Entre els períodes 7 i 11, Graf va compartir el primer lloc del rànquing amb Monica Seles sense interrupció, de forma que realment va encadenar 94 setmanes al capdamunt del rànquing.

### Dobles: 18 (11−7)
| Llegenda                     |
| ---------------------------- |
| Grand Slam (1−3)             |
| Jocs Olímpics Bronze (1)     |
| WTA Tour Championships (0−0) |
| Tier I (1−0)                 |
| Tier II (2−0)                |
| Tier III (0−0)               |
| Tier IV (1−0)                |
| Tier V (0−0)                 |
| Virginia Slims (6−4)         |

| Títols per superfície |
| --------------------- |
| Dura (2−1)            |
| Gespa (1−0)           |
| Terra batuda (5−5)    |
| Moqueta (3−1)         |

| Resultat   | Núm. | Data                   | Torneig                     | Superfície   | Parella           | Oponents                                | Marcador         |
| ---------- | ---- | ---------------------- | --------------------------- | ------------ | ----------------- | --------------------------------------- | ---------------- |
| Finalista  | 1.   | 13 de maig de 1985     | Berlín, Alemanya            | Terra batuda | Catherine Tanvier | Claudia Kohde-Kilsch Helena Suková      | 4−6, 1−6         |
| Finalista  | 2.   | 7 d'abril de 1986      | Hilton Head, Estats Units   | Terra batuda | Catherine Tanvier | Chris Evert Anne White                  | 3−6, 3−6         |
| Guanyadora | 1.   | 28 d'abril de 1986     | Indianapolis, Estats Units  | Terra batuda | Gabriela Sabatini | Gigi Fernández Robin White              | 6−2, 6−0         |
| Guanyadora | 2.   | 12 de maig de 1986     | Berlín                      | Terra batuda | Helena Suková     | Martina Navrátilová Andrea Temesvári    | 7−5, 6−2         |
| Finalista  | 3.   | 26 de maig de 1986     | Roland Garros, França       | Terra batuda | Gabriela Sabatini | Martina Navrátilová Andrea Temesvári    | 1−6, 2−6         |
| Finalista  | 4.   | 18 d'agost de 1986     | Mahwah, Estats Units        | Dura         | Helena Suková     | Betsy Nagelsen Elizabeth Smylie         | 6−7, 3−6         |
| Guanyadora | 3.   | 14 de setembre de 1986 | Tòquio, Japó                | Moqueta      | Bettina Bunge     | Katerina Maleeva Manuela Maleeva        | 6−1, 6−7(4), 6−2 |
| Guanyadora | 4.   | 6 d'octubre de 1986    | Zuric, Suïssa               | Moqueta      | Gabriela Sabatini | Lori McNeil Alycia Moulton              | 1−6, 6−4, 6−4    |
| Guanyadora | 5.   | 20 d'octubre de 1986   | Brighton, Regne Unit        | Moqueta      | Helena Suková     | Tine Scheuer-Larsen Catherine Tanvier   | 6−4, 6−4         |
| Finalista  | 5.   | 10 de novembre de 1986 | Chicago, Estats Units       | Moqueta      | Gabriela Sabatini | Claudia Kohde-Kilsch Helena Suková      | 7−6, 6−7, 3−6    |
| Guanyadora | 6.   | 13 d'abril de 1987     | Amelia Island, Estats Units | Terra batuda | Gabriela Sabatini | Hana Mandlikova Wendy Turnbull          | 3−6, 6−3, 7−5    |
| Finalista  | 6.   | 25 de maig de 1987     | Roland Garros (2)           | Terra batuda | Gabriela Sabatini | Martina Navrátilová Pam Shriver         | 2−6, 1−6         |
| Guanyadora | 7.   | 14 de març de 1988     | Miami, Estats Units         | Dura         | Gabriela Sabatini | Gigi Fernández Zina Garrison            | 7−6(6), 6−3      |
| Guanyadora | 8.   | 20 de juny de 1988     | Wimbledon, Regne Unit       | Gespa        | Gabriela Sabatini | Larisa Savchenko Nataixa Zvéreva        | 6−3, 1−6, 12−10  |
| Finalista  | 7.   | 29 de maig de 1989     | Roland Garros (3)           | Terra batuda | Gabriela Sabatini | Larisa Savchenko Nataixa Zvéreva        | 4−6, 4−6         |
| Guanyadora | 9.   | 14 d'agost de 1989     | Mahwah                      | Dura         | Pam Shriver       | Louise Allen Laura Arraya               | 6−2, 6−4         |
| Guanyadora | 10.  | 27 d'abril de 1992     | Hamburg, Alemanya           | Terra batuda | Rennae Stubbs     | Manon Bollegraf Arantxa Sánchez Vicario | 4−6, 6−3, 6−4    |
| Guanyadora | 11.  | 26 d'abril de 1993     | Hamburg (2)                 | Terra batuda | Rennae Stubbs     | Larisa Savchenko Jana Novotná           | 6−4, 7−6(5)      |

### Equips: 3 (3−0)
| Resultat   | Núm. | Data                             | Torneig                             | Superfície   | Equip                                  | Oponents en la final                           | Marcador |
| ---------- | ---- | -------------------------------- | ----------------------------------- | ------------ | -------------------------------------- | ---------------------------------------------- | -------- |
| Guanyadora | 1.   | 26 de juliol − 2 d'agost de 1987 | Copa Federació, Vancouver, Canadà   |              | Claudia Kohde-Kilsch Silke Meier       | Chris Evert Pam Shriver                        | 2−1      |
| Guanyadora | 2.   | 19 de juliol de 1992             | Copa Federació, Frankfurt, Alemanya | Terra batuda | Sabine Hack Anke Huber Barbara Rittner | Conchita Martínez Arantxa Sánchez Vicario      | 2−1      |
| Guanyadora | 3.   | 2 de gener de 1993               | Copa Hopman, Perth, Austràlia       | Dura (i)     | Michael Stich                          | Arantxa Sánchez Vicario Emilio Sánchez Vicario | 2−1      |

## Trajectòria

### Individual
| Torneig | 1983  | 1984  | 1985        | 1986        | 1987        | 1988  | 1989        | 1990        | 1991        | 1992 | 1993        | 1994        | 1995        | 1996 | 1997        | 1998        | 1999        | Títols  | V − D   |
| --- | ----- | ----- | ----------- | ----------- | ----------- | ----- | ----------- | ----------- | ----------- | ---- | ----------- | ----------- | ----------- | ---- | ----------- | ----------- | ----------- | ------- | ------- |
| Grand Slams |       |       |             |             |             |       |             |             |             |      |             |             |             |      |             |             |             |         |         |
| Open d'Austràlia | 1R    | 3R    | A           | NC          | A           | G     | G           | G           | QF          | A    | F           | G           | A           | A    | 4R          | A           | QF          | 4 / 10  | 47−6    |
| Roland Garros | 2R    | 3R    | 4R          | QF          | G           | G     | F           | F           | SF          | F    | G           | SF          | G           | G    | QF          | A           | G           | 6 / 16  | 87−10   |
| Wimbledon | Q     | 4R    | 4R          | A           | F           | G     | G           | SF          | G           | G    | G           | 1R          | G           | G    | A           | 3R          | F           | 7 / 15  | 75−8    |
| US Open | LQ    | 1R    | SF          | SF          | F           | G     | G           | F           | SF          | QF   | G           | F           | G           | G    | A           | 4R          | A           | 5 / 15  | 73−10   |
| Victòries−Derrotes | 5−4   | 7−4   | 11−3        | 9−2         | 19−2        | 27−0  | 27−1        | 24−3        | 21−3        | 17−2 | 26−1        | 18−3        | 21−0        | 21−0 | 7−2         | 5−2         | 17−2        | 22 / 56 | 282−34  |
| Altres torneigs |       |       |             |             |             |       |             |             |             |      |             |             |             |      |             |             |             |         |         |
| Jocs Olímpics | NC    | G     | No celebrat | No celebrat | No celebrat | G     | No celebrat | No celebrat | No celebrat | F    | No celebrat | No celebrat | No celebrat | A    | No celebrat | No celebrat | No celebrat | 2 / 3   | 15−1    |
| WTA Tour Championships | A     | A     | A           | F           | G           | SF    | G           | SF          | QF          | 1R   | G           | QF          | G           | G    | A           | SF          | A           | 5 / 12  | 31−7    |
| Estadístiques |       |       |             |             |             |       |             |             |             |      |             |             |             |      |             |             |             |         |         |
| Dura V−D | 1−2   | 1−2   | 19−6        | 20−3        | 28−1        | 38−1  | 37−0        | 23−1        | 23−4        | 13−2 | 32−2        | 38−2        | 17−1        | 22−2 | 3−1         | 14−5        | 14−5        | 343−40  | 343−40  |
| Terra batuda V−D | 14−7  | 7−6   | 14−4        | 25−1        | 32−0        | 20−1  | 23−2        | 20−2        | 19−2        | 30−3 | 21−2        | 14−2        | 11−0        | 16−1 | 10−2        | 0−0         | 9−1         | 285−37  | 285−37  |
| Gespa V−D | 3−4   | 7−4   | 3−1         | 0−0         | 6−1         | 7−0   | 7−0         | 5−1         | 7−0         | 7−0  | 7−0         | 0−1         | 7−0         | 7−0  | 0−0         | 6−2         | 6−1         | 85−15   | 85−15   |
| Moqueta V−D | 3−2   | 4−2   | 4−2         | 19−2        | 9−0         | 7−1   | 19−0        | 24−1        | 16−2        | 21−2 | 16−2        | 6−1         | 12−1        | 9−1  | 3−0         | 13−2        | 4−2         | 189−23  | 189−23  |
| Total Victòries−Derrotes | 21−15 | 19−14 | 40−13       | 64−6        | 75−2        | 72−3  | 86−2        | 72−5        | 65−8        | 71−7 | 76−6        | 58−6        | 47−2        | 54−4 | 16−3        | 33−9        | 33−9        | 902−115 | 902−115 |
| Títols/Finals | 0/0   | 0/1   | 0/3         | 8/11        | 11/13       | 11/12 | 14/16       | 10/13       | 7/9         | 8/11 | 10/14       | 7/10        | 9/9         | 7/8  | 1/2         | 3/3         | 1/3         | 107/138 | 107/138 |
| Rànquing a final d'any | 93    | 22    | 6           | 3           | 1           | 1     | 1           | 1           | 2           | 2    | 1           | 1           | 1           | 1    | 28          | 9           | –           |         |         |
| Llegenda: G: Guanyadora F: Finalista SF: Semifinalista QF: Quarts de final Q: Qualificació A: Absent RR: Round Robin NC: No celebrat |       |       |             |             |             |       |             |             |             |      |             |             |             |      |             |             |             |         |         |

### Dobles femenins
| Torneig | 1983 | 1984 | 1985        | 1986        | 1987        | 1988 | 1989        | 1990        | 1991        | 1992 | 1993        | 1994        | 1995        | 1996 | 1997        | 1998        | 1999        | Títols | V − D |
| --- | ---- | ---- | ----------- | ----------- | ----------- | ---- | ----------- | ----------- | ----------- | ---- | ----------- | ----------- | ----------- | ---- | ----------- | ----------- | ----------- | ------ | ----- |
| Open d'Austràlia | A    | 1R   | A           | NC          | A           | SF   | SF          | 2R          | A           | A    | A           | 2R          | A           | A    | A           | A           | 2R          | 0 / 6  | 11−6  |
| Roland Garros | A    | 2R   | 1R          | F           | F           | SF   | F           | A           | A           | SF   | A           | A           | A           | A    | A           | A           | A           | 0 / 7  | 24−7  |
| Wimbledon | A    | 1R   | 1R          | A           | 3R          | G    | QF          | QF          | 1R          | A    | A           | A           | A           | A    | A           | A           | A           | 1 / 7  | 14−6  |
| US Open | A    | 2R   | 2R          | SF          | SF          | SF   | SF          | QF          | A           | A    | A           | A           | A           | A    | A           | A           | A           | 0 / 7  | 21−7  |
| Jocs Olímpics | NC   | A    | No celebrat | No celebrat | No celebrat | 3a   | No celebrat | No celebrat | No celebrat | 2R   | No celebrat | No celebrat | No celebrat | A    | No celebrat | No celebrat | No celebrat | 0 / 2  | 3−2   |
| WTA Tour Championships | A    | A    | A           | SF          | SF          | SF   | A           | A           | A           | A    | A           | A           | A           | A    | A           | A           | A           | 0 / 3  | 3−3   |
| Rànquing a final d'any | –    | –    | –           | 4           | 13          | 5    | 11          | 96          | –           | 22   | –           | 245         | –           | –    | –           | 191         | –           |        |       |
| Llegenda: G: Guanyadora F: Finalista SF: Semifinalista QF: Quarts de final Q: Qualificació A: Absent RR: Round Robin NC: No celebrat |      |      |             |             |             |      |             |             |             |      |             |             |             |      |             |             |             |        |       |

## Guardons
- WTA Player of the Year (1987, 1988, 1989, 1990, 1993, 1994, 1995, 1996)
- ITF World Champion (1987, 1988, 1989, 1990, 1993, 1995, 1996)
- Premi Príncep d'Astúries (1999)
- WTA Most Improved Player (1986)
- Most Exciting Player of the Year (1996, 1998, 1999)
- Atleta femenina del segle en esports de pilot COI (1999)
- Orde Olímpic (1999)
- Atleta femenina de l'any Associated Press (1989)
- Millor tennista del segle xx Associated Press (1999)
- Esportista femenina de l'última dècada ESPY (1999)
- Bundesverdienstkreuz (2008)